# Trun, Orne
Trun är en kommun i departementet Orne i regionen Normandie i nordvästra Frankrike. Kommunen ligger i kantonen Trun som tillhör arrondissementet Argentan. År 2022 hade Trun 1 183 invånare.

## Befolkningsutveckling
Antalet invånare i kommunen Trun
| Referens: INSEE |